# سرگی نیکولین
سرگی نیکولین (روسی: Серге́й Николаевич Никулин؛ زادهٔ ۱ ژانویهٔ ۱۹۵۱) بازیکن و مربی فوتبال اهل اتحاد جماهیر شوروی سوسیالیستی است.
از باشگاه‌هایی که در آن بازی کرده‌است می‌توان به باشگاه فوتبال دینامو مسکو اشاره کرد.
وی همچنین در تیم ملی فوتبال شوروی بازی کرده‌است.